# Sara (voornaam)
Sara of Sarah is een meisjesnaam die is afgeleid van het Hebreeuwse woord sjar, wat in de vrouwelijke vorm "vorstin" betekent.
De vrouw van Abraham uit de Thora heette Sara. De naam wordt soms afgekort tot Saar of Saartje, en een Amerikaanse verkleinvorm ervan is Sally.

## Bekende naamdraagsters
- Sarah Baartman, alias Saartjie Baartman
- Sarah Bekambo, Belgisch slam poet-artieste
- Sarah Bernhardt (1844-1923), Franse actrice
- Sarah Brightman, Engelse zangeres
- Sarah Angelica van Buren, voormalig first lady (1838-1841)
- Sarah Wayne Callies, Amerikaanse actrice Prison Break en The Walking Dead
- Sarah Churchill (1660-1744), hertogin van Marlborough
- Sarah Churchill (1914-1982), dochter van Winston Churchill
- Sarah Connor, een Duitse zangeres
- Sarah Dekker, Nederlands handbalster
- Sarah Ferguson, ex-vrouw van de Britse Prins Andrew
- Sarah Fielding (1710-1768), Engelse schrijfster
- Sara Forbes Bonetta (1843-1880), petekind en protegé van Koningin Victoria
- Sarah Michelle Gellar, Amerikaanse actrice
- Sarah Good (1655-1692), slachtoffer van de Salem-heksenprocessen
- Sarah 'Sally' Hemings (1773-1835), slavin Amerikaanse president Jefferson
- Sarah Josepha Hale (1788-1879), Amerikaanse schrijfster
- Sarah Hugill, ex-vrouw van Andrew Lloyd Webber
- Sarah Jackson, voormalig first lady (1834-1837)
- Sara Kroos, een Nederlandse cabaretier
- Sara Lownds, eerste vrouw van Bob Dylan
- Sarah Morton, Nederlandse schrijfster
- Sarah Jessica Parker, Amerikaanse actrice Sex and the City
- Sarah Polk, voormalig first lady (1845-1849)
- Sara Roosevelt, moeder van de Amerikaanse president Roosevelt
- Sara Shane (1928-2022), Amerikaanse actrice
- Sarah Siddons (1755-1831), Welshe actrice
- Sara 'Saartje' Specx (1617-1636), dochter VOC-opperhoofd Jacques Specx
- Sara Symington (1969), Engelse wielrenster
- Sara Teasdale (1884-1933), Amerikaanse dichteres
- Sarah Thomas, Welshe hockeyster